# Diplocarpon
Diplocarpon è un genere di funghi ascomiceti. Comprende diverse specie parassite di piante.

## Specie
- Diplocarpon earlianum
- Diplocarpon hymenaeae
- Diplocarpon impressum
- Diplocarpon mali
- Diplocarpon mespili
- Diplocarpon polygoni
- Diplocarpon rosae
- Diplocarpon saponariae
- Diplocarponella coprosmae
- Diplocarponella graminea
- Diplocarponella schoepfiae